# Daryia Barysevich
Daryia Barysevich (Minsk, 6 de abril de 1990) es una atleta bielorrusa, especialista en carreras de media distancia (800 y 1500 metros).

## Carrera
Pese a que debutara en las categorías juveniles en 2007, no sería hasta 2016 cuando comenzara a coger relevancia como profesional. Una de sus primeras participaciones atléticas tuvo lugar en Ámsterdam, en el Campeonato Europeo de Atletismo de 2016, donde corrió únicamente la carrera clasificatoria de los 1500 metros, donde cayó quedando quinta en la primera serie con un tiempo de 4:14,06 minutos.
En 2017 llegaría a la final de los 1500 metros en el Campeonato Europeo de Atletismo en Pista Cubierta de Belgrado (Serbia), donde acabó séptima (4:13,81 min.). Más adelante, en los Relevos Mundiales de Nasáu (Bahamas), el combinado bielorruso del que formaba parte llegaba al podio para colgarse la medalla de plata en los relevos de 4x800 metros, logrados en 8:20,07 minutos.
En 2018, en Berlín, en la edición del Campeonato Europeo de Atletismo corrió tanto en los 800 como en los 1500 metros. Pese a que no superara la primera ronda en los 800, siendo quinta en la tercera serie (2:04,65 min.), sí alcanzaría la final en la segunda modalidad, acabando octava con un tiempo de 4:07,52 minutos. Al año siguiente se quedaría cerca del podio en el Campeonato Europeo de Atletismo en Pista Cubierta de Glasgow, y cayó en las semifinales del Campeonato Mundial de Atletismo de Doha.
Para 2021, tras la paralización de muchos eventos deportivos por la pandemia de coronavirus, Barysevich correría en el Campeonato Europeo de Atletismo en Pista Cubierta de Toruń (Polonia), donde terminó séptima en los 1500 metros, con una marca de 4:22,98 minutos. Poco después, en la Primera División de la Campeonato Europeo de Atletismo por Equipos, que se celebró en Cluj-Napoca (Rumanía), llegaría al podio en los 1500 y 3000 metros, obteniendo respectivamente una medalla de plata (4:15,84 min.) y de oro (9:01,80 min.).

## Resultados

### Por temporada
| Representando a Bielorrusia | Representando a Bielorrusia                                    | Representando a Bielorrusia | Representando a Bielorrusia | Representando a Bielorrusia | Representando a Bielorrusia |
| --------------------------- | -------------------------------------------------------------- | --------------------------- | --------------------------- | --------------------------- | --------------------------- |
| Año                         | Competición                                                    | Lugar                       | Puesto                      | Modalidad                   | Marca                       |
| 2016                        | Campeonato Europeo de Atletismo                                | Ámsterdam                   | 5.ª (H1)                    | 1500 m                      | 4:14,06 min.                |
| 2017                        | Campeonato Europeo de Atletismo en Pista Cubierta              | Belgrado                    | 7.ª                         | 1500 m                      | 4:13,81 min.                |
| 2017                        | Relevos Mundiales                                              | Nasáu                       | 2.ª                         | 4 x 800 m relevos           | 8:20,07 min.                |
| 2018                        | Campeonato Europeo de Atletismo                                | Berlín                      | 5.ª (H3)                    | 800 m                       | 2:04,65 min.                |
| 2018                        | Campeonato Europeo de Atletismo                                | Berlín                      | 8.ª                         | 1500 m                      | 4:07,52 min.                |
| 2019                        | Campeonato Europeo de Atletismo en Pista Cubierta              | Glasgow                     | 4.ª                         | 1500 m                      | 4:11,92 min.                |
| 2019                        | Liga de Diamante - Anniversary Games                           | Londres                     | 10.ª                        | 1500 m                      | 4:03,58 min.                |
| 2019                        | The Match Europe vs. USA                                       | Minsk                       | 6.ª                         | 1500 m                      | 4:07,03 min.                |
| 2019                        | Campeonato Mundial de Atletismo                                | Doha                        | 9.ª (SF1)                   | 1500 m                      | 4:17,04 min.                |
| 2021                        | Campeonato Europeo de Atletismo en Pista Cubierta              | Toruń                       | 7.ª                         | 1500 m                      | 4:22,98 min.                |
| 2021                        | Campeonato Europeo de Atletismo por Equipos - Primera División | Cluj-Napoca                 | 2.ª                         | 1500 m                      | 4:15,84 min.                |
| 2021                        | Campeonato Europeo de Atletismo por Equipos - Primera División | Cluj-Napoca                 | 1.ª                         | 3000 m                      | 9:01,80 min.                |

### Mejores marcas
| Disciplina                        | Marca        | Lugar          | Fecha                 |
| --------------------------------- | ------------ | -------------- | --------------------- |
| 800 metros (exterior)             | 2:01,93 min. | Heusden-Zolder | 16 de julio de 2016   |
| 800 metros (pista cubierta)       | 2:03,73 min. | Maguilov       | 18 de febrero de 2017 |
| 1500 metros (exterior)            | 4:03,58 min. | Londres        | 20 de julio de 2019   |
| 1500 metros (pista cubierta)      | 4:06,77 min. | Toruń          | 8 de febrero de 2020  |
| 3000 metros (exterior)            | 9:01,80 min. | Cluj-Napoca    | 19 de junio de 2021   |
| 3000 metros (pista cubierta)      | 9:39,99 min. | Maguilov       | 22 de febrero de 2014 |
| 4 x 400 metros relevos (exterior) | 3:49,71 min. | Grodno         | 8 de julio de 2011    |
| 4 x 800 metros relevos (exterior) | 8:20,07 min. | Nasáu          | 22 de abril de 2017   |